# Vajdahunyad utca
Vajdahunyad utca est une rue de Budapest, située dans le quartier de Corvin (8e arrondissement).